# Pionothele straminea
Pionothele straminea är en spindelart som beskrevs av William Frederick Purcell 1902. Pionothele straminea ingår i släktet Pionothele och familjen Nemesiidae. Inga underarter finns listade i Catalogue of Life.